# Laibin
Laibin, tidigare romaniserat Laipin, är en stad på prefekturnivå i den autonoma regionen Guangxi i södra Kina. Den ligger omkring 170 kilometer nordost om regionhuvudstaden Nanning.

## Administrativ indelning
Laibin består av ett stadsdistrikt, som omfattar de egentliga staden, och den omgivande landsbygden indelas fyra härad och ett autonomt härad. Dessutom lyder en stad på häradsnivå under Laibin.
- Stadsdistriktet Xingbin - 兴宾区 Xīngbīn qū ;
- Staden Heshan - 合山市 Héshān shì ;
- Häradet Xiangzhou - 象州县 Xiàngzhōu xiàn ;
- Häradet Wuxuan - 武宣县 Wǔxuān xiàn ;
- Häradet Xincheng - 忻城县 Xīnchéng xiàn ;
- Det autonoma häradet Jinxiu för yao-folket - 金秀瑶族自治县 Jīnxiù yáozú zìzhìxiàn.

## Klimat
Genomsnittlig årsnederbörd är 2 140 millimeter. Den regnigaste månaden är maj, med i genomsnitt 389 mm nederbörd, och den torraste är oktober, med 36 mm nederbörd.